# 山地龙蜥
山地龙蜥（学名：Diploderma swild）一种发现于中华人民共和国四川省南部山区的蜥蜴，隶属于鬣蜥科（飞蜥科）龙蜥属。形态接近于裸耳龙蜥和昆明龙蜥(Diploderma varcoae)，但口腔为黄色，耳膜相对较小；头颈部的刺相对较长。
2020年部分中国学者建议将 Japalura 的中文名改为“龍蜥屬”，而将 Diploderma 的中文属名改名为“攀蜥屬”。故本种在有些资料中又被称为“山地攀蜥”。然而也有学者反对这种不必要的中文名变更，建议维持物种中文名的稳定性。在中国科学院昆明动物研究所研究人员主编的《中国两栖、爬行动物分类变动汇总》中也未接收该建议，仍将 Diploderma 称为“龙蜥属”。

## 形态特征
山地龙蜥口腔为黄色，耳膜相对较小，头颈部的刺相对较长。

## 保护
本种于2023年被收录入《有重要生态、科学、社会价值的陆生野生动物名录》。